# Овен Девіс
Овен Гулд Девіс (англ. Owen Gould Davis; 29 січня 1874, Портленд — 14 жовтня 1956, Нью-Йорк) — американський драматург і сценарист.

## Біографія
Оуен Девіс народився в штаті Мен у великій родині, отримав освіту в Гарвардському університеті. Був плідним автором, написав близько сімдесяти п'яти п'єс, які йшли на Бродвеї між 1900 і 1948 роками. Його п'єса Through the Breakers мала великий успіх у глядачів і йшла на Бродвеї три роки, а в 1923 році вона отримала Пулітцерівську премію за драматургію за драма Icebound. Він також працював сценаристом у Paramount Pictures з 1927 по 1930 рік. У 1931 році він опублікував свою першу автобіографію «Я хотів би зробити це знову», а в 1947 році — «Мої перші п'ятдесят років у театрі». Протягом своєї кар'єри він прийняв численні псевдоніми, зокрема Айк Свіфт, Мартін Герлі, Артур Дж. Лемб, Волтер Лоуренс, Джон Олівер і Роберт Уейн.
Був одружений з Елізабет Друрі Бреєр з 1901 року, у пари було двоє синів, Дональд Девіс і Овен Девіс-молодший.